# Henri Rochefort

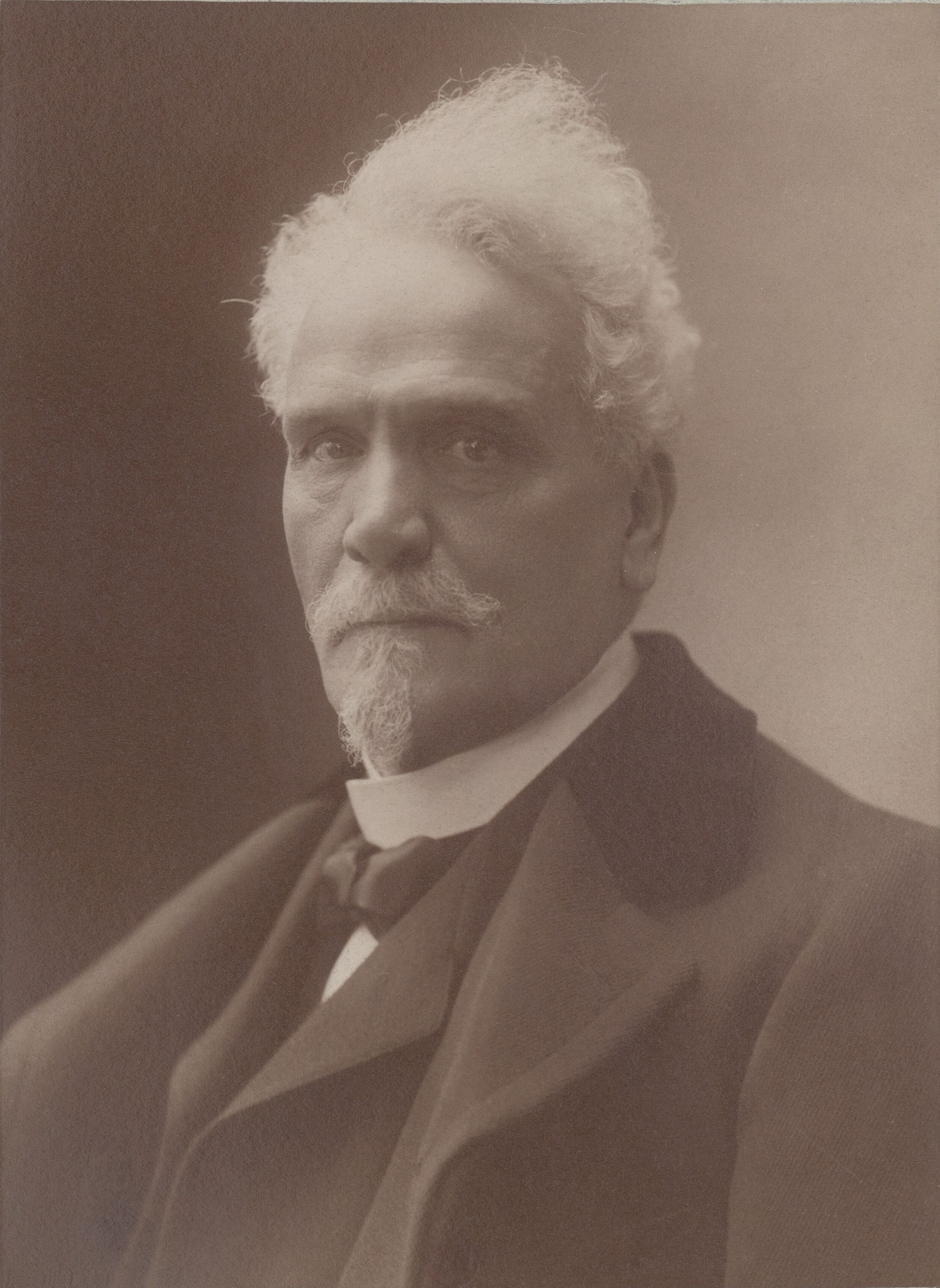
Henri Rochefort, Aufnahme Nadar

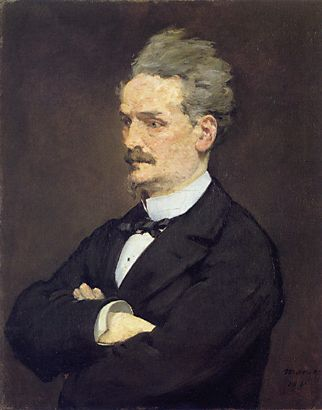
Edouard Manet: Porträt des Henri Rochefort

Henri Rochefort, eigentlich Victor-Henri, marquis de Rochefort-Luçay, (* 31. Januar 1830 in Paris; † 13. Juni 1913 in Aix-les-Bains) war ein französischer Schriftsteller, Journalist, Theaterdichter und Politiker. 1863 Herausgeber des Figaro, führender Gegner Dreyfus’; typischer Vertreter des polemischen Pamphlets.

## Leben
Henri Rochefort war ein Sohn des unter dem Namen Edmond Rochefort (1790–1871) bekannten Autors von Vaudevilles, der legitimistische Ansichten vertrat. Dagegen war seine Mutter republikanisch gesinnt. Er wollte nicht den medizinischen Studien leben, für die ihn sein Vater bestimmt hatte. Stattdessen wurde er Hilfsschreiber bei der Pariser Stadtverwaltung, welche  Stelle er 1861 niederlegte. Bereits zuvor war er journalistisch tätig gewesen und 1856 Redakteur des Charivari geworden.  Er schrieb das seine gesammelte Kunstkritik enthaltende Werk Les petits mystères de l’hôtel des ventes (Paris 1862), ferner Romane, Vaudevilles wie Monsieur bien mis (1856) und Dramen. Auch literarische und politische Artikel verfasste er als Redakteur des Nain jaune, des Soleil und des Figaro.
Wegen einer der Regierung nicht genehmen Artikelserie auf deren Befehl 1868 aus der Redaktion des Figaro entlassen, gründete Rochefort im Mai dieses Jahres die radikale Wochenschrift La Lanterne, die reißenden Absatz fand. Rochefort persiflierte darin u. a.die Regierung, die Minister, den Senat und den Gesetzgebenden Körper und versetzte dabei durch scharfe, witzige, aber oft die Grenzen des Anstands überschreitende Artikel dem Zweiten Kaiserreich heftige Nadelstiche. Als die Zeitung zum elften Mal erschien, wurde sie beschlagnahmt und Rochefort im August 1868 zu einer Geldbuße von 10.000 Francs und einer einjährigen Gefängnisstrafe verurteilt. Danach publizierte er sein Journal in Brüssel, von wo es nach Frankreich eingeschmuggelt wurde. Es erschien auch auf Englisch, Spanisch, Italienisch und Deutsch und fand in ganz Europa Verbreitung. Nach einer zweiten Strafverfolgung flüchtete Rochefort eine Zeitlang nach Brüssel.
Durch eine Reihe von Duellen, von denen das bekannteste jenes mit Paul de Cassagnac wegen eines Artikels über Jeanne d’Arc ausgetragene war, blieb Rochefort im Rampenlicht der Öffentlichkeit.  Im November 1869 wurde er nach zwei vorangegangenen erfolglosen Kandidaturen in Paris zum Abgeordneten des Gesetzgebenden Körpers gewählt. Er erneuerte seine heftigen Angriffe auf die kaiserliche Familie in der von ihm redigierten Marseillaise, zu deren Mitarbeitern Victor Noir und Paschal Grousset gehörten. Die brachialen Artikel in dieser Zeitschrift führten zu jenem Duell, in dessen Verlauf Victor Noir vom Prinzen Pierre Bonaparte am 11. Januar 1870 erschossen wurde. Daraufhin forderte Rochefort geradezu zum Aufstand auf. Sein Journal wurde verboten und er selbst am 22. Januar 1870 zu sechs Monaten Gefängnis verurteilt.
Nach dem Sturz Napoleons III. am 4. September 1870 kam Rochefort frei. Er wurde als Minister ohne Portefeuille kurzzeitig Mitglied der Regierung der nationalen Verteidigung und mit der Leitung des Barrikadenbaues im Inneren der Hauptstadt beauftragt. Wegen seines zweideutigen Verhaltens bei der Rebellion vom 31. Oktober 1870 trat er jedoch von seinem Posten zurück. Er legte am 3. März 1871 auch sein Mandat für die Nationalversammlung nieder, weil er die Abtretung von Elsass-Lothringen für ungesetzlich hielt. Nach dem 18. März war er Hauptmitarbeiter des Journals Le mot d’ordre und Mitglied des Wohlfahrtsausschusses der Pariser Kommune. Am 11. Mai 1871, als er das Ende der Kommune herannahen sah, floh er verkleidet aus Paris, wurde in Meaux von den Preußen angehalten, nach Versailles ausgeliefert und vom dortigen Kriegsgericht zur Deportation verurteilt.  Obwohl sich Victor Hugo für ihn einsetzte, wurde er 1873 nach Nouméa in  Neukaledonien deportiert. Von dort entfloh er im März 1874 auf ein englisches Schiff und gelangte zunächst nach Australien, dann in die Vereinigten Staaten, wo er in San Francisco von Bord ging, machte sich daraufhin auf den Rückweg nach Europa und kam im Juni 1874 schließlich in London an. Dann ging er nach Genf, wo er von neuem die Lanterne herauszugeben begann, mit boshaften Ausfällen gegen die Regierung und die Opportunisten unter Léon Gambetta.
Im Juli 1880 kehrte Rochefort infolge einer allgemeinen Amnestie nach Paris zurück, wo er die Zeitung L’Intransigeant gründete, in der er die verschiedenen Regierungen bekämpfte, insbesondere auch die neue Kolonialpolitik. Vom Département Seine 1885 in die Deputiertenkammer gewählt, schloss er sich hier der äußersten Linken an, erklärte aber, als der von dieser eingebrachte Amnestieantrag am 6. Februar 1886 von der Versammlung abgelehnt wurde, seinen Austritt aus der Kammer. Er wurde Anhänger Georges Boulangers und schloss sich 1887 dessen Agitation an. Deshalb wurde er mit Boulanger und Arthur Dillon vor dem Senat angeklagt und am 14. August 1889 wegen eines Attentats auf die Verfassung und Verschwörung zu Gefängnishaft verurteilt; doch war er rechtzeitig nach London entflohen.
Sein polemisches Auftreten setzte Rochefort von London aus fort und attackierte nach dem Selbstmord Boulangers (30. September 1891) Ernest Constans, den Innenminister im Kabinett von Charles de Freycinet, äußerst heftig in einer Reihe von Artikeln, was zu einer chaotisch und aufgeregt ablaufenden Interpellation in der Kammer führte. Der Panamaskandal lieferte ihm eine weitere Gelegenheit, und er erregte großes Aufsehen mit seiner im Figaro veröffentlichten Behauptung, dass er Clemenceau am Tisch des Finanziers Cornelius Herz getroffen habe.  Nach der im Februar 1895 beim Regierungsantritt des Präsidenten Félix Faure erlassenen Amnestie kehrte er nach Frankreich zurück, wo er einer der entschlossensten Gegner von Dreyfus wurde und großen Anteil an der Organisation der Pressekampagne hatte. Später war er der Herausgeber von La Patrie. Er starb am 13. Juni 1913 im Alter von 83 Jahren in Aix-les-Bains.

## Porträts
Henri Rochefort wurde von zahlreichen Künstlern porträtiert. Gustave Courbet zeichnete zwei davon als Brustbildnis. In ähnlicher Weise stellte auch Giovanni Boldini Rochefort dar. Von Édouard Manet gibt es neben einem Halbprofilbild auch zwei Gemälde, die seine Flucht aus Neukaledonien darstellen („L’Evasion de Rochefort“). Armand Gautier zeigte Rochefort in seiner Gefängniszelle und Aime Jules Dalou schuf eine Bronzebüste von ihm.

## Werke
- Les Français de la décadence. Librairie centrale, Paris 1866–68 (3 Bände mit seinen wichtigsten Artikeln)
- La Grande Bohème. Librairie centrale, Paris 1867
- Les Dépravés : Roman de moeurs contemporaines. L. Hudrey, Genf 1875
- L’Aurore boréale. 1878
- L’évadé : roman canaque. Charpentier, Paris 1880
- Les Naufrageurs : roman parisien. Jules Rouff, Paris 1881
- Retour de la Nouvelle Calédonie : De Nouméa en Europe. Jules Rouff, Paris 1881
- Napoléon dernier, 3 Bände, 1884
- Les aventures de ma vie. Paul Dupont, Paris 1896 (Autobiographie, 5 Bände). Deutsche gekürzte Bearbeitung in  2 Bänden, Stuttgart 1900

### Neuausgaben
- L’évadé : roman canaque. Editions Viviane Hamy, Paris 1993, ISBN 2-87858-043-5
- Les aventures de ma vie. Mercure de France, Paris 2005, ISBN 2-7152-2516-4 (herausgegeben von Paul Lidsky)